# Enzo Joulié
Enzo Joulié, né le 17 mai 2004 à Cournonsec (Hérault), est un pilote automobile français basé en Andorre. En 2024, il participe à la GT4 European Series avec le TGR Team Matmut Évolution,.

## Résultat en course

### Résumé de la carrière en course
| Saison | Championnat                            | Équipe                      | Courses | Victoires | Poles | Tours | Podiums | Points | Position |
| ------ | -------------------------------------- | --------------------------- | ------- | --------- | ----- | ----- | ------- | ------ | -------- |
| 2019   | Championnat de France de Formule 4     | FFSA Academy                | 3       | 0         | 0     | 0     | 0       | 0      | NC†      |
| 2020   | Championnat d'Espagne de Formule 4     | MP Motorsport               | 21      | 0         | 1     | 0     | 0       | 37     | 13ème    |
| 2021   | GT4 European Series - Silver           | CD Sport                    | 12      | 0         | 0     | 0     | 0       | 34     | 13ème    |
| 2021   | Championnat de France FFSA GT - Silver | AKKA ASP Team               | 12      | 1         | ?     | ?     | 4       | 138    | 5ème     |
| 2022   | GT4 European Series - Silver           | NM Racing Team              | 12      | 3         | 1     | 1     | 6       | 156    | 2ème     |
| 2022   | Championnat de France FFSA GT- Silver  | AKKODIS ASP Team            | 10      | 2         | 1     | 1     | 4       | 92     | 5ème     |
| 2023   | GT4 European Series - Silver           | Borusan Otomotiv Motorsport | 11      | 0         | 0     | 0     | 0       | 48     | 12ème    |
| 2023   | Championnat de France FFSA GT - Silver | Matmut Évolution            | 12      | 3         | 3     | ?     | 10      | 204    | 1er      |
| 2023   | ADAC GT4 Allemagne                     | Walkenhorst Motorsport      | 12      | 0         | 0     | 1     | 1       | 66     | 12ème    |
| 2024   | GT4 European Series - Silver           | TGR Team Matmut Évolution   | 8       | 1         | 1     | 0     | 2       | 53*    | 7ème     |
| 2024   | ADAC GT4 Allemagne                     | BWT Mücke Motorsport        | 8       | 1         | 0     | 0     | 3       | 87*    | 4ème     |

† En tant que pilote invité, il n'était pas éligible pour marquer des points.
* Saison toujours en cours.

### Résultats complets en Championnat d'Espagne F4
(Les courses en gras indiquent la pole position) (Les courses en italique indiquent le tour le plus rapide)
| Saison | Équipe        | 1        | 2        | 3        | 4         | 5        | 6        | 7       | 8       | 9        | 10       | 11        | 12      | 13      | 14       | 15      | 16      | 17      | 18      | 19       | 20       | 21       | CD    | Points |
| ------ | ------------- | -------- | -------- | -------- | --------- | -------- | -------- | ------- | ------- | -------- | -------- | --------- | ------- | ------- | -------- | ------- | ------- | ------- | ------- | -------- | -------- | -------- | ----- | ------ |
| 2020   | MP Motorsport | NAV 1 10 | NAV 2 14 | NAV 3 16 | LEC 1 Ret | LEC 2 12 | LEC 3 14 | JER 1 7 | JER 2 6 | JER 3 16 | CRT 1 12 | CRT 2 Ret | CRT 3 8 | ARA 1 9 | ARA 2 11 | ARA 3 8 | JAR 1 9 | JAR 2 8 | JAR 3 6 | CAT 1 13 | CAT 2 14 | CAT 3 15 | 13ème | 37     |

### Résultats complets en GT4 European Series
(Les courses en gras indiquent la pole position) (Les courses en italique indiquent le tour le plus rapide)
| Saison | Équipe                      | Voiture                 | Class  | 1        | 2        | 3        | 4         | 5         | 6        | 7         | 8        | 9        | 10        | 11       | 12        | Pos   | Points |
| ------ | --------------------------- | ----------------------- | ------ | -------- | -------- | -------- | --------- | --------- | -------- | --------- | -------- | -------- | --------- | -------- | --------- | ----- | ------ |
| 2021   | CD Sport                    | Mercedes-AMG GT4        | Silver | MNZ 1 22 | MNZ 2 6  | LEC 1 36 | LEC 2 10  | ZAN 1 7   | ZAN 2 10 | SPA 1 Ret | SPA 2 30 | NÜR 1 19 | NÜR 2 24  | CAT 1 22 | CAT 2 33† | 13ème | 34     |
| 2022   | NM Racing Team              | Mercedes-AMG GT4        | Silver | IMO 1 38 | IMO 2 24 | LEC 1 3  | LEC 2 3   | MIS 1 10  | MIS 2 1  | SPA 1 5   | SPA 2 3  | HOC 1 1  | HOC 2 28  | CAT 1 8  | CAT 2 13  | 2ème  | 156    |
| 2023   | Borusan Otomotiv Motorsport | BMW M4 GT4 Gen II       | Silver | MNZ 1 5  | MNZ 2 5  | LEC 1 22 | LEC 2 34  | SPA 1 10  | SPA 2 19 | MIS 1 7   | MIS 2 4  | HOC 1 27 | HOC 2 DNS | CAT 1 7  | CAT 2 Ret | 12ème | 48     |
| 2024   | TGR Team Matmut Évolution   | Toyota GR Supra GT4 Evo | Silver | LEC 1    | LEC 2 2  | MIS 1 6  | MIS 2 37† | SPA 1 Ret | SPA 2 12 | HOC 1 Ret | HOC 2 25 | MNZ 1 5  | MNZ 2 6   | JED 1    | JED 2     | 6ème* | 71*    |

- Saison toujours en cours.